# Mahabhashya
Le Mahabhashya ( IAST: Mahābhāṣya, devanāgarī: महाभाष्य ; terme sanskrit signifiant: « Grand commentaire ») est un commentaire au traité de grammaire sanskrite Ashtadhyayi de Panini composé par Patañjali vers le milieu du IIe siècle avant notre ère.